# Tanjung Negara
Tanjung Negara is een bestuurslaag in het regentschap Bengkulu Selatan van de provincie Bengkulu, Indonesië. Tanjung Negara telt 377 inwoners (volkstelling 2010).